# Intocht van Jezus in Jeruzalem

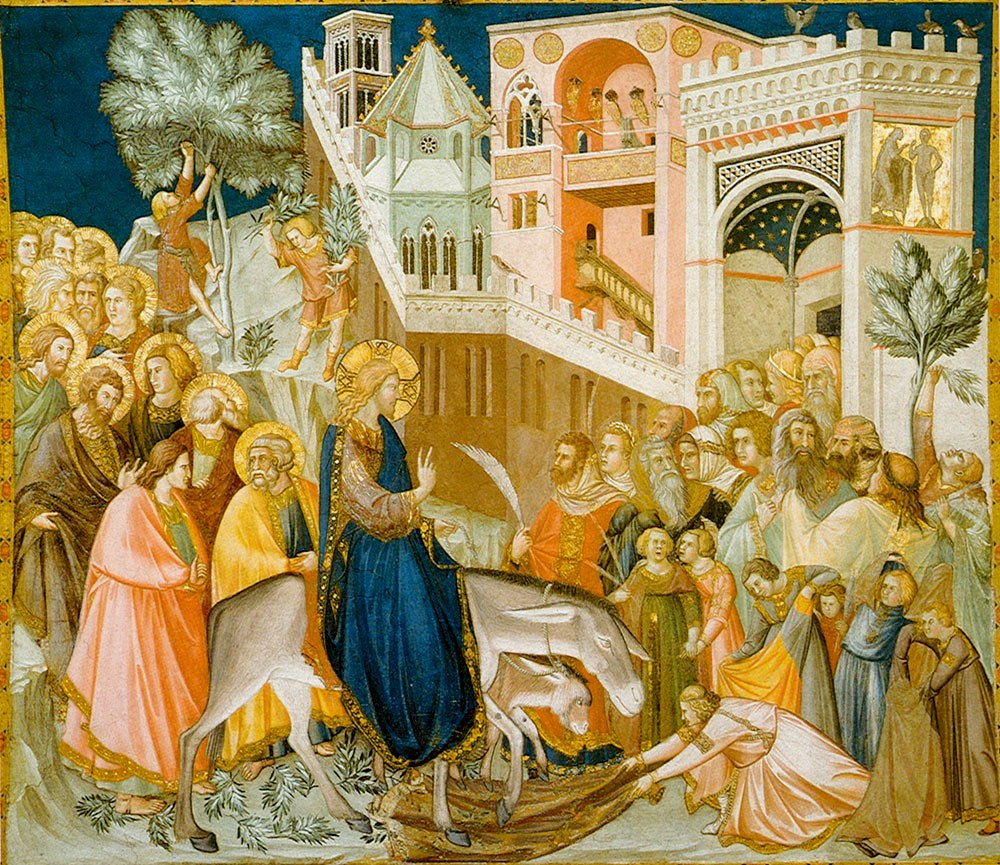
Dit schilderij van Pietro Lorenzetti uit 1320 combineert elementen uit de evangeliën: er zijn twee ezels, zowel de discipelen als de Jeruzalemmers breken takken van bomen en spreiden die en hun mantels uit op de weg.

De intocht van Jezus in Jeruzalem is een gebeurtenis die in alle vier canonieke evangeliën (Matteüs, Marcus, Lucas en Johannes) van het Nieuwe Testament op verschillende wijze wordt verteld. Jezus reisde omstreeks het jaar 30 met zijn discipelen vanuit Galilea naar de in het jodendom heilige stad Jeruzalem en kwam daar op de zondag een week voor het Pesachfeest aan; daarbij zou hij door een grote, enthousiaste menigte met veel gejuich en eerbetoon zijn ontvangen. De blijde intocht - het laatste stuk vanaf Bethanië op een ezeltje (niet te paard, om zijn geweldloosheid te laten zien) - is in het christendom een belangrijke gebeurtenis die nu Palmzondag of Palmpasen wordt genoemd en jaarlijks wordt gevierd.
De gebeurtenis wordt in Nederlandstalige literatuur ook wel de blijde, triomfantelijke/triomfale of koninklijke intocht van Jezus in Jeruzalem genoemd.

## Achtergrond
Het is historisch niet helemaal duidelijk waarom Jezus vertrok van het platteland van Galilea, waar hij enkele jaren had gepredikt, en naar Jeruzalem ging, de traditionele heilige stad van het jodendom en de voormalige hoofdstad van het legendarische Twaalfstammenrijk van koning David, het koninkrijk Juda, de Makkabeeën, de Hasmoneeën en de Herodianen. Hoewel in verschillende evangeliën Jezus zijn eigen dood voorspelde en dat hij naar Jeruzalem moest gaan om te sterven (bijvoorbeeld in Marcus 8:38, 9:38 en 10:33–34), menen historici dat latere christenen deze voorspellingen kunnen hebben verzonnen om zo hun geloofsopvattingen te laten kloppen. Jezus lijkt een vooropgezet plan te hebben gehad zodra hij Jeruzalem binnenkwam en de Tempel binnentrad, deze 'reinigde' en vervolgens dit symbolische centrum van het jodendom gebruikte om zijn apocalyptische boodschap te prediken aan iedereen die het maar wilde horen.:6:43
Crossan ziet dat heel anders. Volgens hem ging het om een geplande tweevoudige geweldloze demonstratie tegen de gehate Romeinse bezetter en zijn even gehate bondgenoot: de tempelelite. Het ging dan (1) om het houden van een geweldloze optocht de hoofdstad in  via een oostelijke poort, riskant, maar beschermd door de menigte. Waarschijnlijk hield ook Pontius Pilatus zijn intocht, hij door een westelijke poort en te paard. En (2): een geweldloze demonstratie in de tempel, waarbij door het omkeren van tafels en vrijlaten van dieren symbolisch het tempelsysteem werd gesaboteerd. Ook nu werden Jezus en de zijnen beschermd door hun populariteit bij het volk. In de namiddag trokken zij steeds de stad uit naar een veilige locatie. Tot de hogepriester met Judas Iskariot kon afspreken om deze verblijfplaats van Jezus cum suis te verraden.

## Vergelijking
De intocht van Jezus in Jeruzalem wordt verhaald in Matteüs 21:1–11, Marcus 11:1–11, Lucas 19:28–44 en Johannes 12:12–19. Onderstaande vergelijking is gemaakt op basis van de Nieuwe Bijbelvertaling (2004).
|                    | Matteüs | Marcus | Lucas | Johannes |
| ------------------ | --- | --- | --- | --- |
| Opdracht Jezus     | Matteüs 21:1–5 - Jezus, de discipelen en menigte gingen naar Betfage vanuit Jericho (20:29). - Jezus gebood 2 discipelen: 'In dat dorp zijn een ezelin en haar veulen, maak die los en breng ze hier.' - 'Zeg dat de Heer ze nodig heeft.' - Hiermee ging een profetie in vervulling.                                                                   | Marcus 11:1–3 - Jezus, de discipelen en menigte gingen Betfage en Betanië vanuit Jericho (10:46). - Jezus gebood 2 discipelen: 'In dat dorp is een ezelsveulen, maak dat los en breng het hier.' - 'Zeg dat de Heer het nodig heeft en zo weer terugstuurt.' | Lucas 19:28–31 - Jezus en discipelen gingen naar Betfage en Betanië vanuit Jericho (19:1). - Jezus gebood 2 discipelen: 'In dat dorp is een veulen, maak dat los en breng het hier.' - 'Zeg dat de Heer het nodig heeft.' | Johannes 12:12–13 - Jezus en discipelen gingen naar Betanië (12:1) vanuit Efraïm (11:54). - Menigte vanuit Jeruzalem kwam Jezus begroeten met palmtakken: 'Hosanna! Gezegend hij die komt in naam van de Heer, de koning van Israël.' |
| Ezel(s) ophalen    | Matteüs 21:6–7 - 2 discipelen haalden de ezelin en het veulen op. - [geen reactie eigenaars/omstanders] - 2 discipelen brachten de ezelin en het veulen. - Jezus ging op allebei tegelijk zitten. | Marcus 11:4–7 - 2 discipelen haalden het ezelsveulen op. - Omstanders: 'Waarom?' 2 discipelen legden uit. - 2 brachten het ezelsveulen. - Jezus ging erop zitten. | Lucas 19:32–35 - 2 discipelen haalden het veulen op. - Eigenaars: 'Waarom?' 2 discipelen: 'De Heer heeft het nodig.' - 2 discipelen brachten het veulen. - Jezus ging erop zitten. | Johannes 12:14–15 - Jezus zag een ezel en ging erop zitten. - [geen reactie eigenaars/omstanders] - Hiermee ging een profetie in vervulling. |
| Intocht en reactie | Matteüs 21:8–11 - Discipelen en volgelingen spreidden hun mantels op de weg of braken twijgen van bomen en spreidden die. - Discipelen/volgelingen: 'Hosanna voor de Zoon van David! Gezegend hij die komt in de naam van de Heer. Hosanna in de hemel!' - Stad in rep en roer: 'Wie is die man?' – 'Dat is Jezus, de profeet uit Nazareth in Galilea.' | Marcus 11:8–11 - Discipelen en volgelingen spreidden hun mantels op de weg of hakten takken uit veld en spreidden die. - Discipelen/volgelingen: 'Hosanna! Gezegend hij die komt in de naam van de Heer. Gezegend het komende koninkrijk van onze vader David. Hosanna in de hemel!' - Jezus ging de Tempel binnen en na even rondkijken terug naar Betanië, want het was al laat. | Lucas 19:36–44 - Discipelen spreidden hun mantels op de weg en prezen God. - Discipelen: 'Gezegend hij die komt als koning, in naam van de Heer! Vrede in de hemel en eer aan de Allerhoogste!' - Farizeeën: 'Meester, berisp uw discipelen.' - Jezus: 'Als zij zwegen, dan schreeuwden de stenen wel.' - Jezus huilde en voorspelde de verwoesting van Jeruzalem. | Johannes 12:16–19 - Discipelen snapten niet waarom Jezus met deze woorden werd binnengehaald, maar herinnerden zich na zijn dood deze profetie en dat die in vervulling was gegaan. - De getuigen van Lazarus' opwekking door Jezus hadden anderen erover verteld. - Farizeeën tegen elkaar: 'We hebben niets bereikt, kijk maar, de hele wereld volgt Jezus.' |

## Interpretatie
Het is om verschillende redenen onwaarschijnlijk dat de intocht van Jezus historisch gebeurd is op een van de vier manieren die door de canonieke evangeliën is overgeleverd en er zijn tegenstrijdigheden tussen de verschillende versies::10:17
- Het Matteüsevangelie citeert het oudtestamentische boek Zacharia 9:9 verkeerd. Daar staat '[De koning] komt aanrijden op een ezel, op een hengstveulen, het jong van een ezelin'. Deze herhaling is een Hebreeuwse poëtische stijlfiguur om twee keer hetzelfde te zeggen in andere woorden, maar Matteüs maakte er per ongelijk twee dieren van die Jezus tegelijk bereed in plaats van één ezel die twee keer wordt omschreven.[7]:12:01 Johannes 12:14–15 verwijst naar dezelfde profetie, maar bij hem is er maar van één ezel sprake.
- Het Marcusevangelie (en de andere evangeliën daarna) doet de aanname dat de Joodse inwoners van Jeruzalem die hem begroeten geloofden dat Jezus de messias was en daarom hem als zodanig binnenhaalden.[7]:10:35
- Omdat de Romeinse autoriteiten altijd op hun hoede waren voor het uitbreken van een Joodse opstand tijdens Pesach, was dit de enige tijd van het jaar dat er massaal Romeinse soldaten gelegerd waren in Jeruzalem om ieder oproer meteen in de kiem te smoren. Het is erg waarschijnlijk dat als een groot deel van de bevolking uitbundig Jezus zou hebben binnengehaald als de volgende koning van Israël, de Romeinen dit als een bedreiging van hun macht zouden hebben gezien en Jezus ter plekke zouden hebben gearresteerd om een anti-Romeinse opstand te voorkomen.[7]:13:22
- Het Johannesevangelie wijkt significant af van de synoptische evangeliën over waar Jezus en zijn discipelen vandaan kwamen voordat ze naar Jeruzalem gingen (Jericho of Efraïm?), hoe Jezus aan zijn ezel(s) kwam (liet hij twee discipelen die brengen of zag hij er toevallig een staan waar hij prompt op ging zitten?), wie er Hosanna en andere enthousiaste kreten over Jezus riepen en takken pakten (de discipelen (en volgelingen) van Jezus of de inwoners van Jeruzalem, wat de discipelen niet snapten?), wat ze daar dan mee deden (alleen Marcus en Matteüs vermelden dat ze op de grond werden gelegd, Johannes zegt niet wat ze ermee deden en Lucas vermeldt überhaupt geen takken) en of er ook mantels werden gespreid (Johannes vermeldt het niet).
- Het spreiden van de mantels waarover de aanstaande koning van Israël loopt is een verwijzing naar 2 Koningen 9:1–13, waarbij Jehu, na als koning van Israël te zijn gezalfd door een leerling van de profeet Elisa, als koning werd onthaald door zijn soldaten, die hun mantels als een loper voor hem spreidden.[10]
- Matteüs en Marcus benadrukken dat Jezus een afstammeling is van Koning David en daarom recht heeft op de troon van Israël.[3] Lucas doet dit niet, hij zegt slechts dat Jezus 'als koning' komt. In alle vier evangeliën wordt er geroepen: 'Gezegend hij die komt in naam van de Heer', een verwijzing naar Psalmen 118:26, waar staat: 'Gezegend wie komt met de naam van JHWH', hetgeen in het Oude Testament standaard gelezen en vertaald wordt als 'de HEER', in het Nieuwe Testament Κυριος (Kurios, 'Heer').[11] Johannes voegt hier opmerkelijkerwijze aan toe 'de koning van Israël'; met andere woorden, volgens Johannes is God de koning van Israël, terwijl Matteüs en Marcus Jezus zien als de (toekomstige) koning van Israël.

Het is historisch mogelijk dat Jezus naar Jeruzalem was gekomen om Pesach te vieren en daarbij op een ezel reed en het zou ook kunnen dat sommige Jeruzalemmers al wel eens van hem hadden gehoord en hem enthousiast binnenhaalden, maar het is niet waarschijnlijk dat dit een erg grote menigte was. Bovendien is het onwaarschijnlijk dat iedereen in de stad hem al kende, laat staan dat iedereen ook geloofde dat hij de messias was.:14:31 Matteüs 21:10–11 geeft bijvoorbeeld aan dat sommigen van hem hadden gehoord (als 'Jezus, de profeet uit Nazareth in Galilea'), maar anderen nog niet. Er waren voor en na Jezus ook andere Joodse predikers geweest die beweerden dat ze de messias of anderszins de toekomstige leider van Israël waren en enige aanhang hadden, dus dat zou ook bij Jezus het geval kunnen zijn geweest. Deze werden vrijwel altijd snel gearresteerd en geëxecuteerd door de Romeinen en dat overkwam Jezus enige dagen later ook.:14:55